# Sandro Blümel
Sandro Blümel (* 25. Oktober 1990 in Berlin) ist ein deutscher Synchronsprecher.

## Sprecherrollen

### Filme
- 1982: E. T. – Der Außerirdische (Neufassung): Henry Thomas als Elliot (Darsteller: Henry Thomas)
- 2002: John Q – Verzweifelte Wut: Daniel E. Smith als Mike Archibald (Darsteller: Daniel E. Smith)

### Serien
- 1999–2003: The Tribe – Welt ohne Erwachsene: Sammy (Darsteller: Lucas Hayward)
- 1999–2002: Family Law: Rupie Holt (Darsteller: David Dorfman)
- 2001: Der kleine Eisbär: Pieps
- 2001/2002: Dragonball Z: Son-Gohan (Kind) (Darsteller: Masako Nozawa)
- 2002/2003: Digimon Adventure 02: Ken (als Kind) (Darsteller: Hiroshi Kamiya)
- 2002/2003: Digimon Frontier: Kōji Minamoto/ Lobomon/ KendoGarurumon/BeoWolfmon/MagnaGarururmon/Susanoomon (Darsteller: Hiroshi Kamiya)
- 2004–2012: Desperate Housewives: Preston Scavo (Darsteller: Max Carver)
- 2007/2008: Blue Dragon: Shu (Darsteller: Keiko Nemoto)
- 2017–2019: Dragon Ball Super: Cabba (Darsteller: Daisuke Kishio)
- 2018: Darling in the Franxx: Zorome (Darsteller: Mutsumi Tamura)